# Anker Fjord Hospice
Anker Fjord Hospice er et hospice beliggende i Hvide Sande. Det blev indviet i 2006 og har plads til 12 patienter med familie. Navnet skyldes, at hospicets grundplan har form som et anker, og at det ligger med udsigt ud over Ringkøbing Fjord.

## Organisation
Anker Fjord Hospice er som andre hospicer en selvejende institution. Det har driftsoverenskomst med Region Midtjylland. Der er ca. 40 ansatte. Derudover har hospicet tilknyttet 100 frivillige. Der er oprettet en støtteforening for hospicet, der har ca. 1300 medlemmer.

## Historie
Entreprenør Ib Malgaard Lauridsen fra Ringkøbing fik idéen til et hospice på den jyske vestkyst, efter at han selv havde oplevet dødsfald på grund af kræft blandt familien og venner. Her oplevede han at et almindeligt sygehus ikke havde mulighed for at tilbyde de døende nogen former for privatliv.
Da Malgaard Lauridsen fik en blodprop i 2003, indviede han derfor sin familie i idéen om et hospice. Han ville selv donere 20 mio. kr., og tegnede en skitse af den nye bygning, som skulle have form som et anker. Ringkøbing Amt godkendte projektet 1. marts 2005. Hospicet blev tegnet af Ringkøbing-arkitekten Flemming Bay-Jørgensen, og 16. november samme år var der rejsegilde. Rejsegildet var også den sidste gang Ib Malgaard Lauridsen så byggeriet, da han døde i hjemmet i Ringkøbing i januar 2006.
I august 2006 blev Anker Fjord Hospice åbnet med 12 patientlejligheder på hver 60 m2, og alle med udsigt mod øst over Ringkøbing Fjord. Det havde været Lauridsens udtrykkelige ønske, at alle beboerne skulle kunne se solopgangen fra deres lejlighed og føle, at de atter var heldige at vågne op til en ny dag. Den officielle indvielse fandt sted 12. oktober 2006 under overværelse af blandt andre kronprinsesse Mary.
I 2011 tilbragte TV-dokumentaristen Anders Agger seks uger som frivillig på hospicet. Samtidig optog han TV-serien "Sømanden & Juristen - historier fra et hospice", der kom tæt på hverdagen og flere af patienterne på hospicet. Serien blev sendt på DR1 i 2011 og modtog samme år Liv & død-prisen, indstiftet af Landsforeningen Liv & Død. Serien havde høje seertal og blev genudsendt i 2012 og 2013. Ved Danmarks Radios 90-års jubilæum blev den kåret af seerne til den bedste dokumentarserie i DRs historie.
Blandt andet forfatteren Jane Aamund, forfatteren og billedkunstneren Henrik Have, der begge boede på egnen som ældre, og Legofigurens skaber, designeren Jens Nygaard Knudsen tilbragte den sidste tid på hospicet.